# ويليام إي. غلين
ويليام إي. غلين (بالإنجليزية: William E. Glenn)‏ هو مهندس أمريكي، ولد في 12 مايو 1926، وتوفي في 13 يوليو 2013.